# Илия Немигенчев
Илия Нейков Немигенчев е български учен, преподавател в Техническия университет, Габрово.

## Биография
Работи като преподавател в Техническия университет в Габрово, Факултет „Електротехника и електроника“, катедра „Комуникационна техника и технологии“ като главен асистент, доцент. Избран е за ректор на университета.
Бил е кандидат за кмет на община Габрово през 2007 година. Провъзгласен е за почетен гражданин на община Габрово с Решение № 243/04.11.2004 г. на Общинския съвет.

## Публикации
- Аналогова схемотехника, учебник
- Цифрова телевизия, учебник
- Телевизионна техника, учебник
- Комуникационни преобразувателни устройства, учебник